# 邓从豪
邓从豪（1920年10月10日—1998年1月17日），男，江西临川人，中国理论化学家，曾任山东大学教授、校长。多年在量子化学基础理论和微观反应动力学理论两个方面进行研究。曾获国家自然科学奖一等奖等。

## 生平
1945年毕业于厦门大学化学系。1993年当选为中国科学院院士。